# Konibodom
Konibodom (em persa:کانِ بادام. em tadjique:Конибодом) é uma cidade da província de Sughd, no norte de Tajiquistão. A cidade remonta ao século XV e a sua economia é agrícola (cotão, seda e frutos).
Sua população é de 47.100 habitantes (2007).